# Abiola Dauda
Abiola Dauda (Lagos, Nigeria, 3 de febrero de 1988) es un futbolista nigeriano que juega como delantero y que milita en el Aris Petroupolis de Grecia.

## Clubes
| Club                               | País         | Año       |
| ---------------------------------- | ------------ | --------- |
| Sölvesborgs GoIF                   | Suecia       | 2006-2007 |
| Kalmar FF                          | Suecia       | 2008-2013 |
| Estrella Roja                      | Serbia       | 2013-2014 |
| S. B. V. Vitesse                   | Países Bajos | 2014-2017 |
| Heart of Midlothian F. C. (cedido) | Escocia      | 2016      |
| Atromitos F. C.                    | Grecia       | 2017-2018 |
| Giresunspor                        | Turquía      | 2018-2019 |
| AE Larisa                          | Grecia       | 2019-2020 |
| Panetolikos                        | Grecia       | 2020      |
| Apollon Smyrnis                    | Grecia       | 2020-2022 |
| Mohammedan S. C. Calcuta           | India        | 2022-2023 |
| Ionikos de Nicea                   | Grecia       | 2023-2024 |
| Aris Petroupolis                   | Grecia       | 2024-     |